# Dantes Plads
Dantes Plads i København blev til i 1924, da Dantesøjlen tegnet af Carl Brummer blev opstillet foran Glyptoteket. Et stykke af Vester Boulevard, mellem Ny Kongensgade og Stormgade, fik da navnet Dantes Plads, opkaldt efter den italienske middelalderforfatter Dante Alighieri.
Da den nye Langebro blev taget i brug i 1955 blev trafikken til og fra Amager, som hidtil hovedsagelig havde benyttet Vester Voldgade, omlagt til den samtidigt omprofilerede Vestre Boulevard. Vestre Boulevard fik samtidig det nye navn H.C. Andersens Boulevard (det var i 150-året for digterens fødsel). Ved samme lejlighed blev Dantes Plads "flyttet": Navnet overgik til at betegne det trapezformede gadestykke mellem boulevarden og Vester Voldgade (tidligere var dette en del af Ny Vestergade). (Ikke desto mindre har Glyptoteket stadigvæk Dantes Plads som adresse.)